# Burkhard Fuhs
Burkhard Fuhs (* 1956) ist ein deutscher Pädagoge. 

## Leben
Das Studium der Erziehungswissenschaft, Soziologie, Psychologie, Europäische Ethnologie und Geographie in Bamberg, Münster und Marburg schloss er als Diplompädagoge und mit der Promotion in Volkskunde (1991) ab. Nach der Habilitation in Erziehungswissenschaft (1998) ist er Professor für Lernen und Neue Medien, Kindheit und Schule an der Universität Erfurt.
Seine Forschungsgebiete sind empirische Kindheitsforschung, neue Medien und sozialer Wandel, Bildung, Erziehung und generationale Ordnung, Technisierung des Alltags, Biografieforschung und qualitative Methoden.

## Schriften (Auswahl)
- Mondäne Orte einer vornehmen Gesellschaft. Kultur und Geschichte der Kurstädte 1700–1900. Hildesheim 1992, ISBN 3-487-09625-0.
- Kinderwelten aus Elternsicht. Zur Modernisierung von Kindheit. Opladen 1999, ISBN 3-8100-2346-9.
- Qualitative Methoden in der Erziehungswissenschaft. Darmstadt 2007, ISBN 978-3-534-17529-1.
- mit Karin Richter: Erich Kästners literarische Welten und ihre Verfilmungen. „Emil und die Detektive“ und „Die Konferenz der Tiere“ im historischen und medialen Kontext. Modelle und Materialien für den Literaturunterricht (Klasse 3 bis Klasse 7). Baltmannsweiler 2015, ISBN 3-8340-1514-8.